# Juramento
Juramento là một đô thị thuộc bang Minas Gerais, Brasil. Đô thị này có diện tích 432,009 km², dân số năm 2007 là 3960 người, mật độ 9,2 người/km².